# Pudu (affluent du Yangzi)

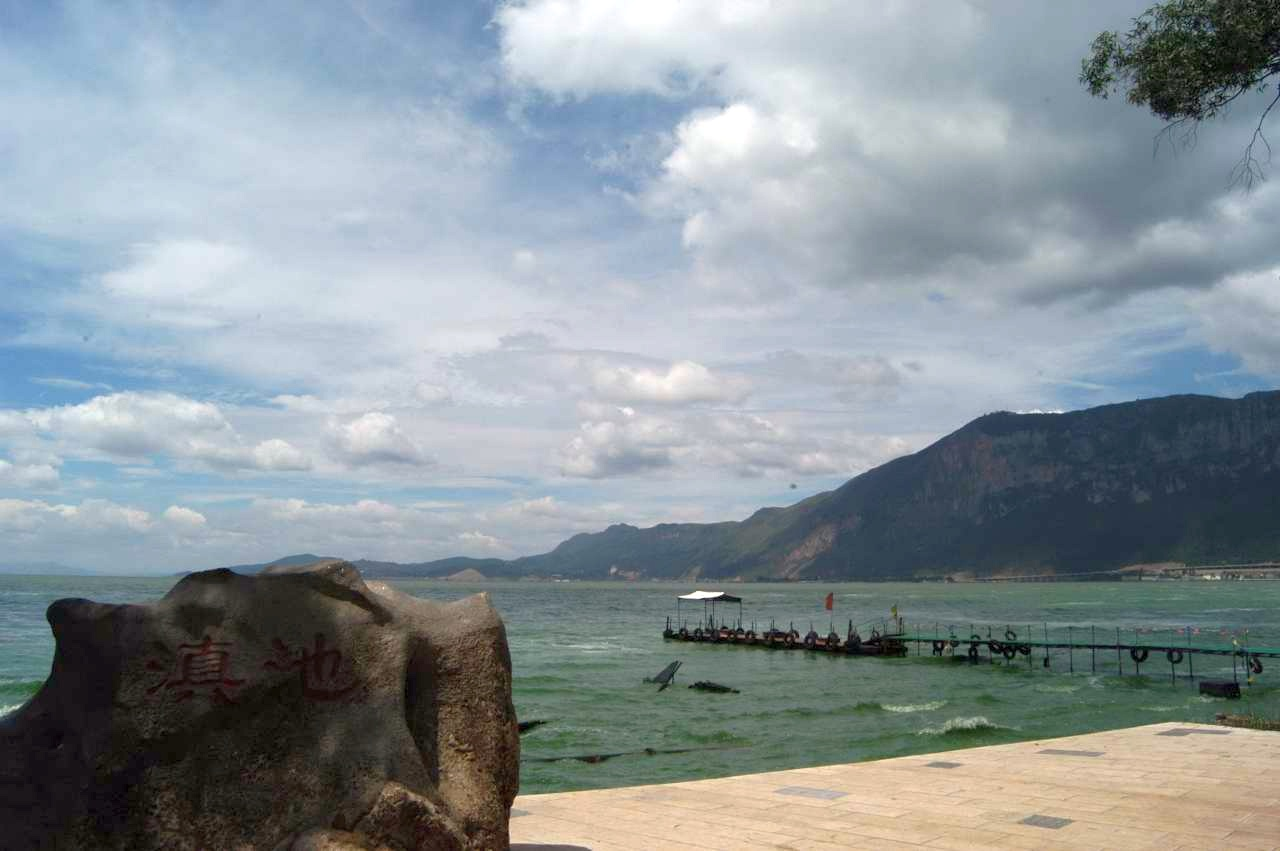
Le lac Dian dans laquelle la Pudu se jette.

La Pudu ou Pudu He (caractères chinois : 普渡河)   est une rivière qui coule dans la province chinoise du  Yunnan dans le sud-ouest de la Chine. C'est un affluent du cours supérieur du fleuve Yangzi Jiang (Jinsha).

## Description
La Pudu prend sa source dans le xian de Songming dans la province du Yunnan. La rivière est alors appelée Muyang (牧羊河). Son cours suit une direction sud puis traverse Kunming la capitale provinciale du Yunnan où ou elle prend l'appellation Panlong. Elle se jette dans le lac Dian situé immédiatement au sud de Kunming. La rivière quitte ce lac dans le district de Xishan au sud-ouest du lac et prend l'appellation Tanglang. La rivière coule alors vers le nord  et traverse la ville-district de Anning et le xian de Fumin. Elle prend alord le nom de Pudu. Au nord-est du xian autonome yi et miao de Luquan elle se jette dans le cours supérieur du fleuve Yangzi Jiang (Jinsha). 

## Hydrologie
La rivière est longue de 363,6 kilomètres et son bassin versant a une superficie de 11 657 km². Le débit de la rivière est de 91,2 m3/s.